# Phasia emdeni
Phasia emdeni är en tvåvingeart som först beskrevs av Agnieszka Draber-Mońko 1970.
Phasia emdeni ingår i släktet Phasia och familjen parasitflugor. Artens utbredningsområde är Frankrike. Inga underarter finns listade i Catalogue of Life.